# Nový Bydžov
Nový Bydžov (deutsch Neubydžow, Neubidschow, Neu-Bidschow, älter auch Bishowe) ist eine Stadt mit 7055 Einwohnern in der Region Königgrätz in Tschechien.

## Geschichte
Die Stadt am Fluss Cidlina wurde 1305 wegen des Wassermangels in der auf einem Hügel angelegten alten Stadt Bydschow gegründet und erhielt deren Stadtrechte übertragen. Ihre St.-Laurentius-Pfarrkirche wurde in den Jahren 1305 bis 1311 erbaut. Die Königsstadt wurde später vom verschuldeten König Johann von Böhmen verkauft an Beneš von Wartenberg. Die Wartenberger hielten die Stadt, bis sie im Jahre 1515 an die Herren von Pernstein verkauft wurden. 1569 erwarb die Krone die Lehenstadt wieder, die der böhmische König daraufhin seiner Gemahlin als Mitgift schenkte. Im 18. Jahrhundert wurde Nový Bydžov zur Residenzstadt der nach ihr bis in das 20. Jahrhundert benannten Region erhoben. Zur Zeit der Habsburgermonarchie war sie Sitz des 1868 gebildeten politischen Bezirks Neubydžow.
Seit 1987 ist das Stadtzentrum ein Denkmalschutzgebiet.

## Sehenswürdigkeiten
- Neogotisches Rathaus (1862–1865)

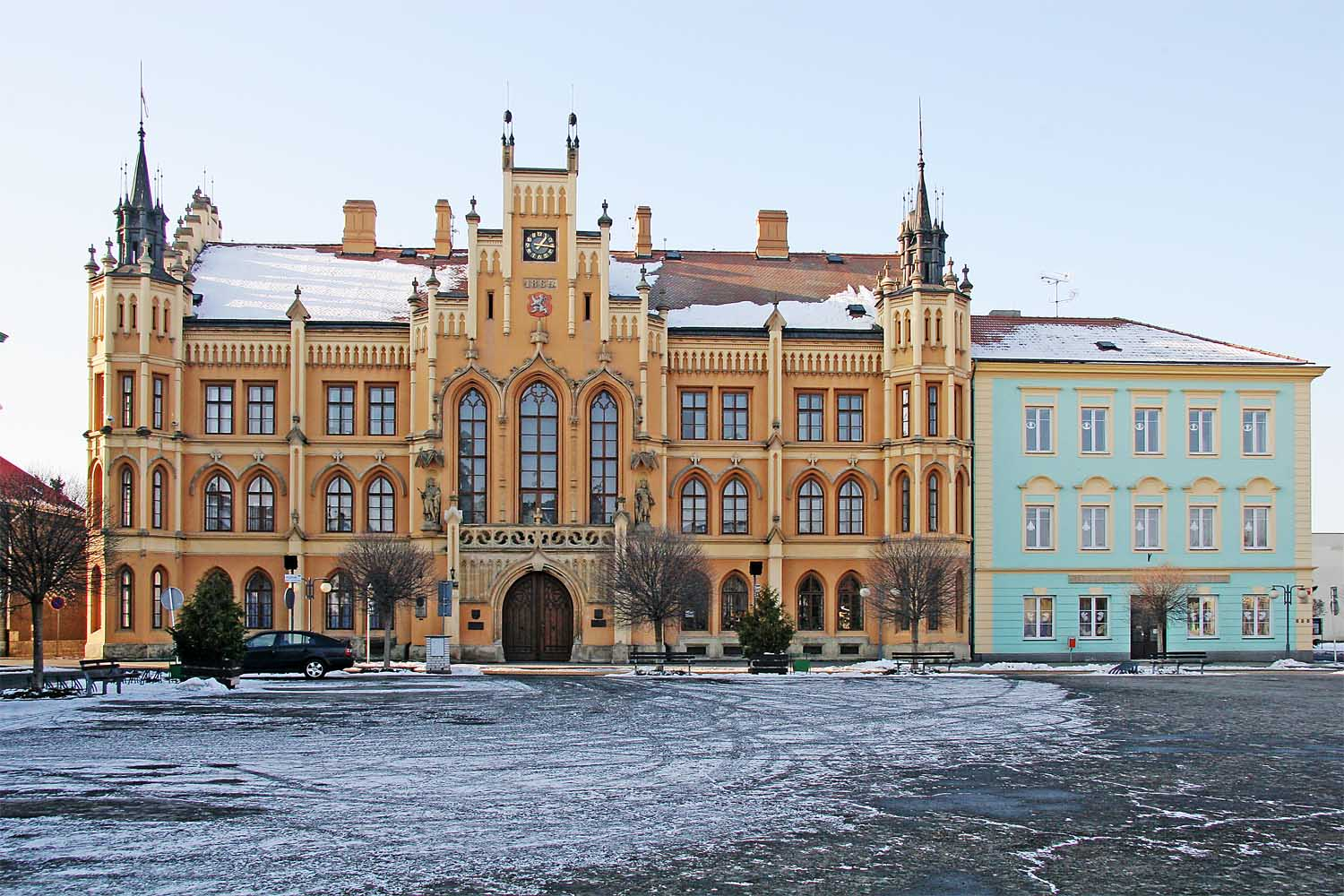
Rathaus in Nový Bydžov

- gotische St.-Laurentius-Kirche, dreischiffige Basilika (Anfang des 14. Jahrhunderts)
- Barock Kirche Hl. Trinität
- Marienpestsäule (1716)
- Ehemalige Synagoge, heute evangelische Kirche
- Alte Jüdischer Friedhof gegründet im J. 1520
- Militärfriedhof aus dem Krieg von 1866 (hinter dem Krankenhaus)
- Jugendstilgebäude der Böhmische Sparkasse mit spitzen Turm

## Söhne und Töchter der Stadt
- Marek Bydžovský aus Florentinum (1540–1612), böhmischer Humanist, Mathematiker und Astronom
- Josef Němec (1805–1879), Mitglied der patriotischen Bewegung und Ehemann der Schriftstellerin Božena Němcová.
- Alois Turek (1810–1893), Architekt und Förderer der tschechischen Bildung und Kultur.
- Alois Gallat (1827–1901), Satiriker, Schriftsteller und Publizist, Regisseur bei Laientheatergruppen.
- Josef Smolík (1832–1915), Numismatiker, Professor der Mathematik und Physik, seit 1909 Direktor der numismatischen Sammlung am Nationalmuseum in Prag. Autor zahlreicher Studien und Schulbücher.
- Isidor Schnabel (1842–1908), österreichischer Ophthalmologe, Augenchirurg und Hochschullehrer
- Jan Malát (1843–1915), Komponist, Pädagoge, Sammler und Bearbeiter von Volksliedern
- Josef Schnitter (1852–1914), Architekt und Stadtplaner
- Karel Boromejský Mádl (1859–1932), Kunsthistoriker und Kritiker, Dozent an der Kunstgewerbeschule in Prag, Autor von Fachbeiträgen und Monographien über Josef Mánes, Mikoláš Aleš und Antonín Machek.
- František Pečinka (1869–1917), Maler und Dichter, Schüler von Julius Mařák, Landschaftsmaler mit Hang zum Impressionismus.
- Emil Mayer (1871–1938), Fotograf

## Ortsteile
- Chudonice (Chudonitz)
- Nový Bydžov (Neu Bitschow)
- Nová Skřeneř (Neu Skrzener)
- Skochovice (Skohowitz)
- Stará Skřeněř (Alt Skrzener)
- Vysočany (Wissotschan)
- Zábědov (Zabedow)
- Žantov (Zantow)